# Jelly bean

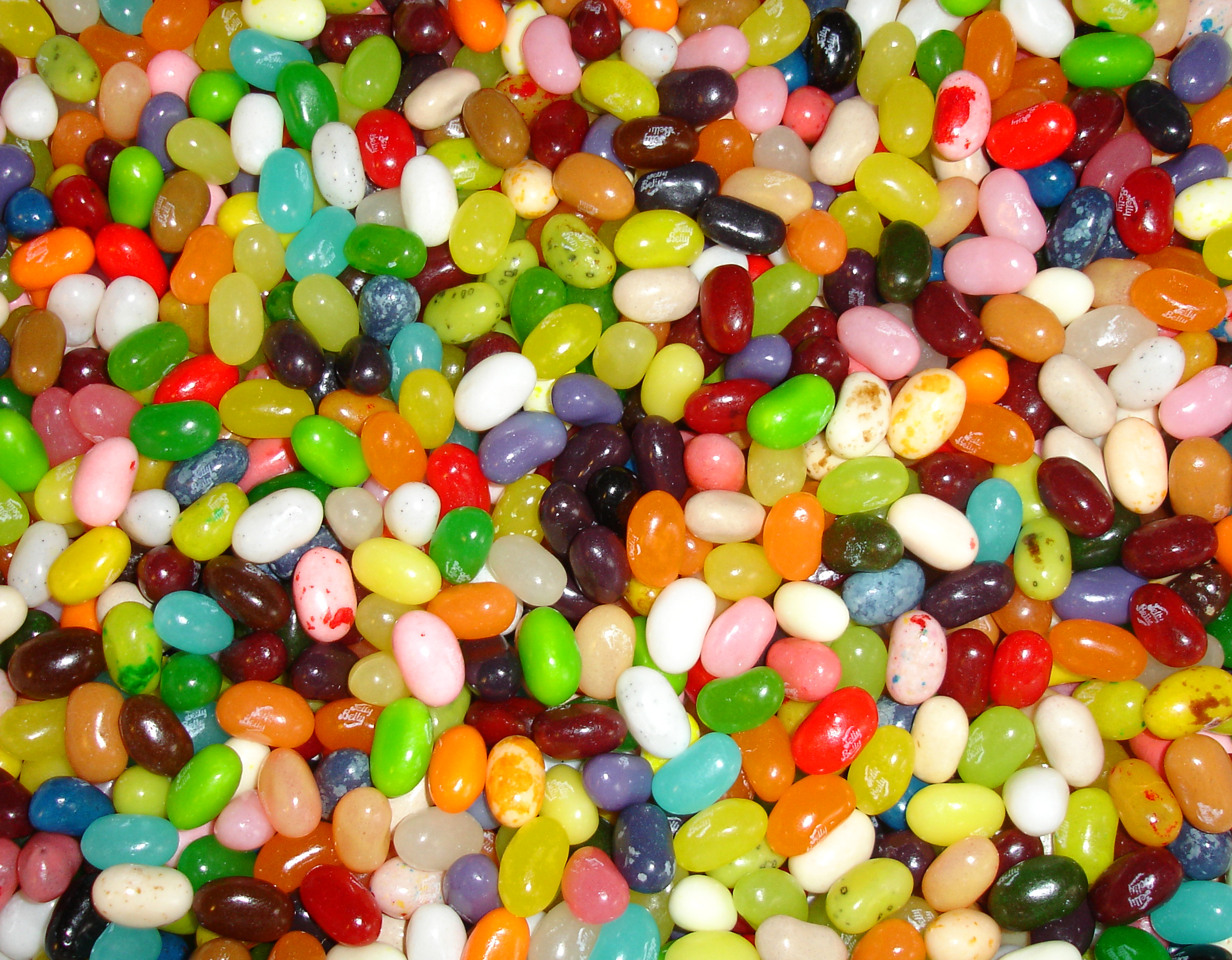
Jelly beans

Jelly beans – rodzaj słodyczy o kształcie fasolek z miękką powierzchnią i żelowym wnętrzem, które są dostępne w wielu różnych smakach. Wyrób składa się głównie z cukru.

## Historia
Rachatłukum, środkowowschodni smakołyk wykonany z miękkiej galaretki oraz pokryty cukrem pudrem, był prekursorem jelly beans, który zainspirował swoim gumowatym wnętrzem. Jednakże ogólnie uważa się, że jelly beans pojawiły się najpierw w 1861 roku, kiedy bostoński cukiernik, William Schrafft, przekonał ludzi, aby wysłali jego wyrób do żołnierzy podczas wojny secesyjnej. Dopiero 5 czerwca 1905 roku słodycze zostały wymienione w Chicago Daily News. Według książki The Century in Food: America's Fads and Favorites autorstwa Beverly Bundy opublikowana reklama wskazywała, że produkt był sprzedawany za dziewięć centów za funt. Dzisiaj większość historyków twierdzi, że ten wyrób był związany z obchodami Wielkanocy w Stanach Zjednoczonych w latach 30. XX wieku.
W Stanach Zjednoczonych slang w latach 10. i początkowych latach 20. XX wieku słowa „Jellybean” lub „Jelly-Bean” oznaczały młodego mężczyznę ubranego elegancko w celu przyciągnięcia kobiet, ale miał niewiele więcej do polecania; znaczenie jest podobne do starszych terminów jak np. „dandyzm”. Francis Scott Fitzgerald napisał opowiadanie The Jelly-Bean w 1920 roku o takich postaciach. Piosenka „Jelly Bean (He's a Curbstone Cutie)” została popularna w latach 40. XX wieku dzięki Philowi Harrisowi. Została napisana przez Jimmy'ego Dupre'a, Sama Rosena i Joego Vergesa i wydana w Nowym Orleanie w 1920 roku przez Universal Music Publishers, Inc.
W przemyśle półprzewodników „jelly beans” to elementy, które są powszechnie dostępne, używane w wielu zastosowaniach i mają niezwykłą cechę – mogą być wyciągnięte ze słoja w garści, kiedy są potrzebne, dokładnie jak opisywane słodycze. Za taki element można uznać np. wzmacniacz operacyjny 741.

## Wykorzystanie w kulturze popularnej
- Jelly beans zostały wręczone zwierzętom w filmie Babe: Świnka w mieście[4].
- Wersje 4.1, 4.2 oraz 4.3 systemu operacyjnego Android zostały nazwane pod kryptonimem „Jelly Bean”[5]. Logo Androida przypominający słoik z tym produktem jest częścią trawnikowych rzeźb przy siedzibie firmy[6].
- W opowiadaniu o tytule Ukorz się pajacu, rzecze Tiktaktor autorstwa Harlana Ellisona Harlequin rzuca tymi słodyczami w pracowników fabryki w celu rozproszenia ich uwagi[7].
- Jelly beans, szczególnie słój z tymi słodyczami w konkursie zgadywania, biorą udział w obrzędach religijnych wykonywanych w the New Church of Hope[8].